# Athabaska (ancienne circonscription fédérale)
Pour les articles homonymes, voir Athabasca.
Athabaska fut une circonscription électorale fédérale de l'Alberta, représentée de 1925 à 1968.
La circonscription d'Athabaska a été créée en 1924 avec des parties de Battle River, Edmonton-Est et Edmonton-Ouest. Abolie en 1966, elle fut redistribuée parmi Athabasca, Peace River et Vegreville.

## Députés
1. 1925-1926 — Charles Wilson Cross, PLC
2. 1926-1930 — Donald Ferdinand Kellner, UFA
3. 1930-1932 — John Francis Buckley, PLC
4. 1932-1940 — Percy John Rowe, CS
5. 1940-1958 — Joseph Miville Dechene, PLC
6. 1958-1968 — Jack Bigg, PC

- CS = Parti Crédit social
- PC = Parti progressiste-conservateur
- PLC = Parti libéral du Canada
- UFA = United Farmers of Alberta